# Olympische Sommerspiele 2004/Schießen
Bei den XXVIII. Olympischen Sommerspielen 2004 in Athen fanden 17 Wettbewerbe im Sportschießen statt, davon zehn für Männer und sieben für Frauen. Austragungsort war das Markopoulo Olympic Shooting Centre im Vorort Markopoulo Mesogeas. Letztmals wurde die Disziplin Laufende Scheibe bei olympischen Spielen ausgetragen. Auch die Disziplin Doppeltrap Damen verschwand nach den Spielen von Athen.

## Bilanz

### Medaillenspiegel
| Platz | Land                         | Gold | Silber | Bronze | Gesamt |
| ----- | ---------------------------- | ---- | ------ | ------ | ------ |
| 1     | China                        | 4    | 2      | 3      | 9      |
| 2     | Russland                     | 3    | 4      | 3      | 10     |
| 3     | Deutschland                  | 2    | 1      | –      | 3      |
| 3     | Vereinigte Staaten           | 2    | 1      | –      | 3      |
| 5     | Italien                      | 1    | 2      | –      | 3      |
| 6     | Australien                   | 1    | –      | 1      | 2      |
| 6     | Bulgarien                    | 1    | –      | 1      | 2      |
| 8     | Ukraine                      | 1    | –      | –      | 1      |
| 8     | Ungarn                       | 1    | –      | –      | 1      |
| 8     | Vereinigte Arabische Emirate | 1    | –      | –      | 1      |
| 11    | Südkorea                     | –    | 2      | 1      | 3      |
| 12    | Tschechien                   | –    | 1      | 1      | 2      |
| 13    | Finnland                     | –    | 1      | –      | 1      |
| 13    | Indien                       | –    | 1      | –      | 1      |
| 13    | Serbien und Montenegro       | –    | 1      | –      | 1      |
| 13    | Spanien                      | –    | 1      | –      | 1      |
| 17    | Aserbaidschan                | –    | –      | 2      | 2      |
| 18    | Kuba                         | –    | –      | 1      | 1      |
| 18    | Nordkorea                    | –    | –      | 1      | 1      |
| 18    | Österreich                   | –    | –      | 1      | 1      |
| 18    | Slowakei                     | –    | –      | 1      | 1      |
| 18    | Belarus                      | –    | –      | 1      | 1      |

### Medaillengewinner
| Konkurrenz                           | Gold              | Silber            | Bronze                |
| ------------------------------------ | ----------------- | ----------------- | --------------------- |
| Kleinkaliber Dreistellungskampf 50 m | Jia Zhanbo        | Michael Anti      | Christian Planer      |
| Kleinkaliber liegend 50 m            | Matthew Emmons    | Christian Lusch   | Sjarhej Martynau      |
| Laufende Scheibe 10 m                | Manfred Kurzer    | Alexander Blinow  | Dmitri Lykin          |
| Luftgewehr 10 m                      | Zhu Qinan         | Li Jie            | Jozef Gönci           |
| Freie Pistole 50 m                   | Michail Nestrujew | Jin Jong-oh       | Kim Jong-su           |
| Schnellfeuerpistole 25 m             | Ralf Schumann     | Sergei Poljakow   | Sergei Alifirenko     |
| Luftpistole 10 m                     | Wang Yifu         | Michail Nestrujew | Wladimir Issakow      |
| Skeet                                | Andrea Benelli    | Marko Kemppainen  | Juan Miguel Rodríguez |
| Trap                                 | Alexei Alipow     | Giovanni Pellielo | Adam Vella            |
| Doppel-Trap                          | Ahmed Al Maktum   | R. S. Rathore     | Wang Zheng            |

| Konkurrenz                           | Gold              | Silber             | Bronze                  |
| ------------------------------------ | ----------------- | ------------------ | ----------------------- |
| Kleinkaliber Dreistellungskampf 50 m | Ljubow Galkina    | Valentina Turisini | Wang Chengyi            |
| Luftgewehr 10 m                      | Du Li             | Ljubow Galkina     | Kateřina Kůrková        |
| Sportpistole 25 m                    | Marija Grosdewa   | Lenka Hyková       | Irada Asumowa           |
| Luftpistole 10 m                     | Olena Kostewytsch | Jasna Šekarić      | Marija Grosdewa         |
| Skeet                                | Diána Igaly       | Wei Ning           | Zemfira Meftachetdinowa |
| Trap                                 | Suzanne Balogh    | María Quintanal    | Lee Bo-na               |
| Doppel-Trap                          | Kim Rhode         | Lee Bo-na          | Gao E                   |

## Ergebnisse Männer

### Kleinkaliber Dreistellungskampf 50 m
| Platz | Land | Sportler             | Punkte |
| ----- | ---- | -------------------- | ------ |
| 1     | CHN  | Jia Zhanbo           | 1264,5 |
| 2     | USA  | Michael Anti         | 1263,1 |
| 3     | AUT  | Christian Planer     | 1262,8 |
| 4     | SLO  | Rajmond Debevec      | 1262,6 |
| 5     | RUS  | Artjom Chadschibekow | 1261,6 |
| 6     | AUT  | Thomas Farnik        | 1261,4 |
| 7     | UKR  | Artur Ajwasjan       | 1261,0 |
| 8     | USA  | Matthew Emmons       | 1257,4 |
|       |      |                      |        |
| 12    | GER  | Christian Lusch      | 1161   |
| 18    | SUI  | Marcel Bürge         | 1158   |
| 19    | GER  | Maik Eckhardt        | 1157   |

Datum: 22. August 2004

40 Teilnehmer aus 29 Ländern

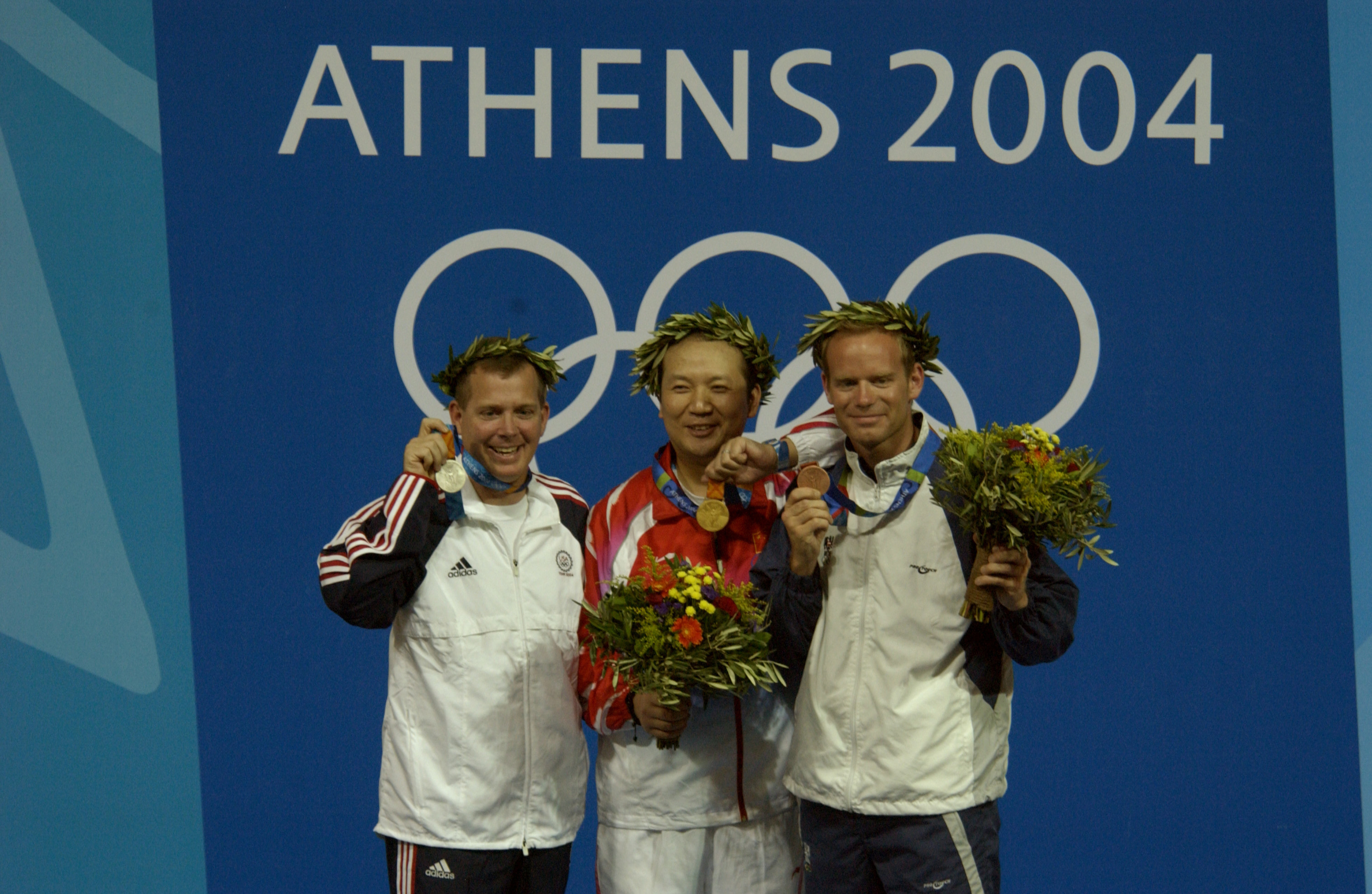
Siegerehrung im KK Dreistellungskampf

Matthew Emmons, der Olympiasieger im KK liegend, lag vor dem letzten Schuss in Führung. Bei diesem unterlief ihm allerdings ein Fehler: Er gab seinen Schuss nicht auf seine eigene Scheibe ab, sondern auf die Scheibe der Nebenbahn, wodurch er auf Rang acht zurückfiel.

### Kleinkaliber liegend 50 m
| Platz | Land | Sportler         | Punkte |
| ----- | ---- | ---------------- | ------ |
| 1     | USA  | Matthew Emmons   | 703,3  |
| 2     | GER  | Christian Lusch  | 702,2  |
| 3     | BLR  | Sjarhej Martynau | 701,6  |
| 4     | SVK  | Jozef Gönci      | 700,5  |
| 5     | ITA  | Marco De Nicolo  | 699,7  |
| 6     | GER  | Maik Eckhardt    | 697,6  |
| 7     | GBR  | Michael Babb     | 696,8  |
| 8     | CHN  | Jia Zhanbo       | 696,6  |
| 9     | SUI  | Marcel Bürge     | 594    |
|       |      |                  |        |
| 16    | AUT  | Mario Knögler    | 592    |
| 16    | AUT  | Wolfram Waibel   | 592    |

Datum: 20. August 2004

46 Teilnehmer aus 34 Ländern

### Laufende Scheibe 10 m
| Platz | Land | Sportler                 | Punkte |
| ----- | ---- | ------------------------ | ------ |
| 1     | GER  | Manfred Kurzer           | 682,4  |
| 2     | RUS  | Alexander Blinow         | 678,0  |
| 3     | RUS  | Dmitri Lykin             | 677,1  |
| 4     | SWE  | Emil Andersson           | 676,8  |
| 5     | GER  | Michael Jakosits         | 676,7  |
| 6     | CHN  | Li Jie                   | 675,8  |
| 7     | UKR  | Wladislaw Prianischnikow | 575    |
| 8     | USA  | Adam Saathoff            | 575    |

Datum: 18. und 19. August 2004

19 Teilnehmer aus 12 Ländern

### Luftgewehr 10 m

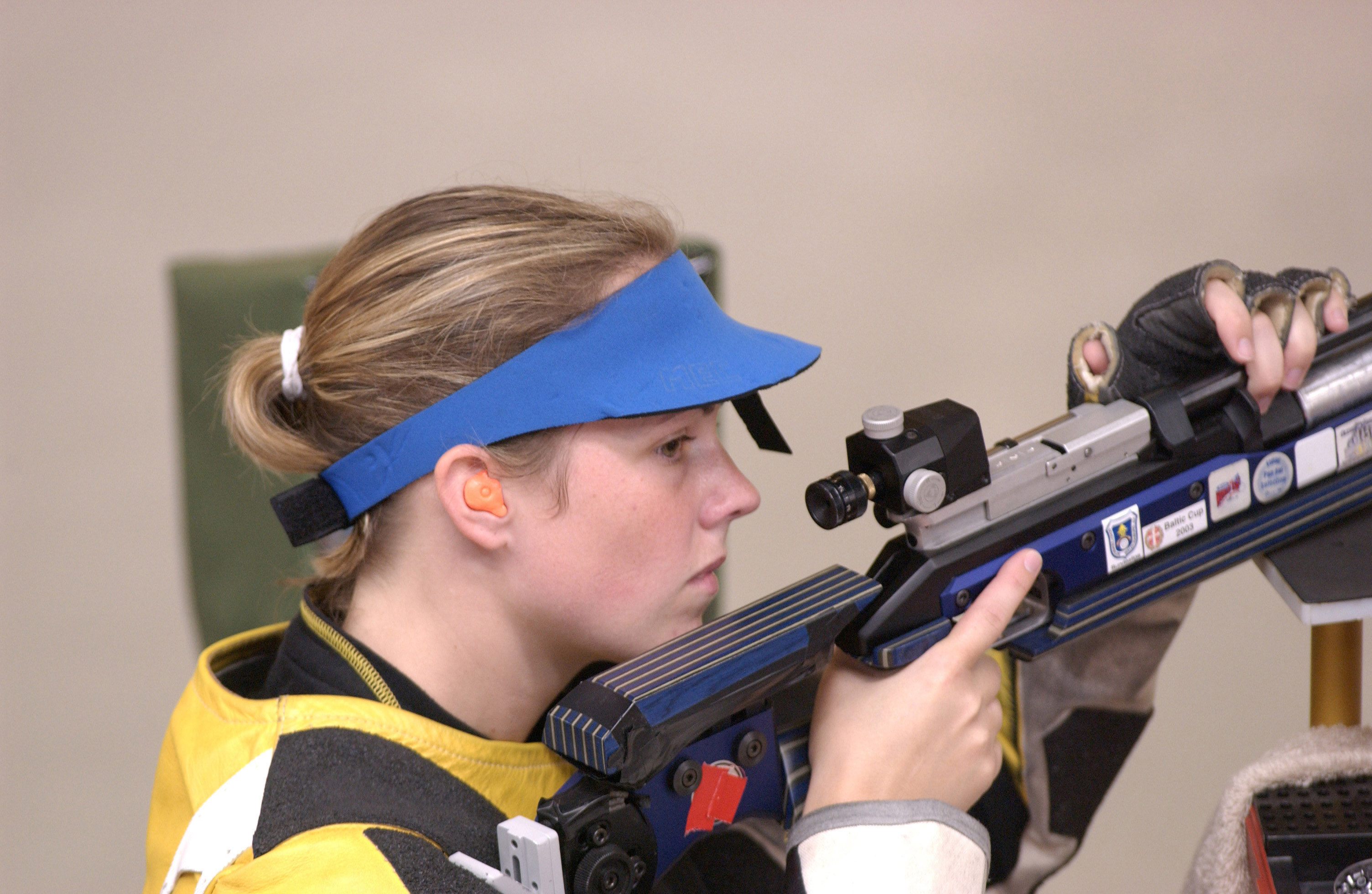
Hattie Johnson (USA)

| Platz | Land | Sportler         | Punkte     |
| ----- | ---- | ---------------- | ---------- |
| 1     | CHN  | Zhu Qinan        | 702,7 (WR) |
| 2     | CHN  | Li Jie           | 701,3      |
| 3     | SVK  | Jozef Gönci      | 697,4      |
| 4     | KOR  | Cheon Min-ho     | 696,6      |
| 5     | GER  | Maik Eckhardt    | 696,3      |
| 6     | KOR  | Je Sung-tae      | 696,3      |
| 7     | IND  | Abhinav Bindra   | 694,6      |
| 8     | USA  | Jason Parker     | 694,5      |
|       |      |                  |            |
| 12    | GER  | Torsten Krebs    | 593        |
| 12    | AUT  | Christian Planer | 593        |
| 22    | LIE  | Oliver Geissmann | 591        |
| 47    | SUI  | Marcel Bürge     | 576        |

Datum: 16. August 2004

47 Teilnehmer aus 33 Ländern

### Freie Pistole 50 m
| Platz | Land | Sportler              | Punkte |
| ----- | ---- | --------------------- | ------ |
| 1     | RUS  | Michail Nestrujew     | 663,3  |
| 2     | KOR  | Jin Jong-oh           | 661,5  |
| 3     | PRK  | Kim Jong-su           | 657,7  |
| 4     | ARM  | Norajr Bachtamjan     | 654,8  |
| 5     | RUS  | Boris Kokorew         | 654,6  |
| 6     | KAZ  | Wladimir Issatschenko | 654,5  |
| 7     | BUL  | Tanju Kirjakow        | 654,3  |
| 8     | ESP  | Isidro Lorenzo        | 652,0  |
|       |      |                       |        |
| 18    | GER  | Frank Seeger          | 553    |
| 24    | GER  | Abdulla Ustaoglu      | 550    |

Datum: 17. August 2004

42 Teilnehmer aus 31 Ländern

### Schnellfeuerpistole 25 m
| Platz | Land | Sportler          | Punkte |
| ----- | ---- | ----------------- | ------ |
| 1     | GER  | Ralf Schumann     | 694,9  |
| 2     | RUS  | Sergei Poljakow   | 692,7  |
| 3     | RUS  | Sergei Alifirenko | 692,3  |
| 4     | UKR  | Oleh Tkatschow    | 688,7  |
| 5     | ROM  | Iulian Raicea     | 687,6  |
| 6     | CHN  | Chen Yongqiang    | 683,8  |
| 7     | CHN  | Zhang Penghui     | 585    |
| 8     | CUB  | Leuris Pupo       | 585    |
|       |      |                   |        |
| 10    | GER  | Marco Spangenberg | 581    |
| 12    | SUI  | Niki Marty        | 577    |

Datum: 21. August 2004

17 Teilnehmer aus 14 Ländern
Ralf Schumann ist damit der erste Sportler in dieser Disziplin, der dreimal (nach 1992, 1996) die Goldmedaille gewonnen hat.

### Luftpistole 10 m
| Platz | Land | Sportler          | Punkte     |
| ----- | ---- | ----------------- | ---------- |
| 1     | CHN  | Wang Yifu         | 690.0 (OR) |
| 2     | RUS  | Michail Nestrujew | 689.8      |
| 3     | RUS  | Wladimir Issakow  | 684.3      |
| 4     | BUL  | Tanju Kirjakow    | 683,4      |
| 5     | KOR  | Jin Jong-oh       | 682,9      |
| 6     | PRK  | Kim Hyon-ung      | 682,0      |
| 7     | ARM  | Norajr Bachtamjan | 681,9      |
| 8     | PRK  | Kim Jong-su       | 681,2      |
|       |      |                   |            |
| 23    | GER  | Abdulla Ustaoglu  | 576        |
| 30    | GER  | Artur Gevorgjan   | 573        |

Datum: 14. August 2004

47 Teilnehmer aus 35 Ländern

### Skeet

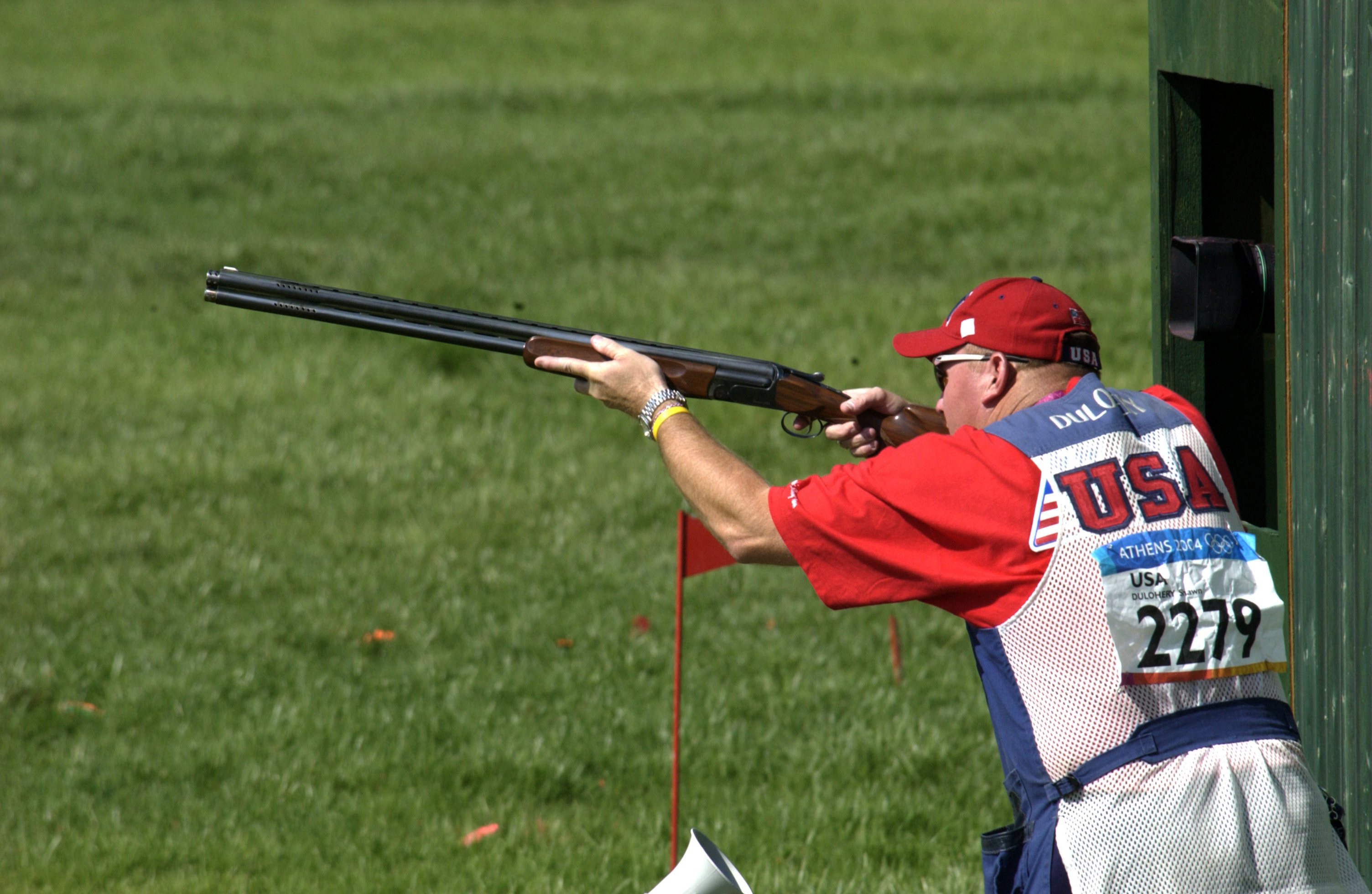
Der Fünftplatzierte Shawn Dulohery (USA) im Finale

| Platz | Land | Sportler              | Punkte |
| ----- | ---- | --------------------- | ------ |
| 1     | ITA  | Andrea Benelli        | 149    |
| 2     | FIN  | Marko Kemppainen      | 149    |
| 3     | CUB  | Juan Miguel Rodríguez | 147    |
| 4     | QAT  | Nasser Al-Attiyah     | 147    |
| 5     | USA  | Shawn Dulohery        | 147    |
| 6     | NOR  | Harald Jensen         | 145    |
| 7     | DEN  | Michael Nielsen       | 122    |
| 8     | NOR  | Erik Watndal          | 121    |
|       |      |                       |        |
| 31    | GER  | Axel Wegner           | 117    |

Datum: 21. und 22. August 2004

41 Teilnehmer aus 31 Ländern

### Trap
| Platz | Land | Sportler          | Punkte   |
| ----- | ---- | ----------------- | -------- |
| 1     | RUS  | Alexei Alipow     | 149 (OR) |
| 2     | ITA  | Giovanni Pellielo | 146      |
| 3     | AUS  | Adam Vella        | 145      |
| 4     | UAE  | Ahmed Al Maktum   | 144      |
| 5     | USA  | Lance Bade        | 143      |
| 6     | KUW  | Khaled al-Mudhaf  | 141      |
| 7     | GER  | Olaf Kirchstein   | 119      |
| 8     | AUS  | Michael Diamond   | 119      |
|       |      |                   |          |
| 14    | GER  | Karsten Bindrich  | 117      |

Datum: 14. und 15. August 2004

35 Teilnehmer aus 26 Ländern

### Doppel-Trap
| Platz | Land | Sportler                   | Punkte   |
| ----- | ---- | -------------------------- | -------- |
| 1     | UAE  | Ahmed Al Maktum            | 189 (OR) |
| 2     | IND  | Rajyavardhan Singh Rathore | 179      |
| 3     | CHN  | Wang Zheng                 | 178      |
| 4     | CHN  | Hu Binyuan                 | 177      |
| 5     | SWE  | Håkan Dahlby               | 177      |
| 6     | GER  | Waldemar Schanz            | 175      |
| 7     | ITA  | Daniele Di Spigno          | 134      |
| 8     | KUW  | Fehaid al-Deehani          | 134      |

Datum: 17. August 2004

25 Teilnehmer aus 19 Ländern

## Ergebnisse Frauen

### Kleinkaliber Dreistellungskampf 50 m
| Platz | Land | Sportlerin          | Punkte     |
| ----- | ---- | ------------------- | ---------- |
| 1     | RUS  | Ljubow Galkina      | 688,4 (OR) |
| 2     | ITA  | Valentina Turisini  | 685,9      |
| 3     | CHN  | Wang Chengyi        | 685,4      |
| 4     | KAZ  | Olga Dowgun         | 1262       |
| 5     | KOR  | Lee Hye-jin         | 681,0      |
| 6     | GER  | Sonja Pfeilschifter | 679,6      |
| 7     | GER  | Barbara Lechner     | 677,6      |
| 8     | UKR  | Natalja Kalnisch    | 677,2      |
|       |      |                     |            |
| 13    | SUI  | Gaby Bühlmann       | 575        |

Datum: 20. August 2004

32 Teilnehmerinnen aus 22 Ländern

### Luftgewehr 10 m
| Platz | Land | Sportlerin          | Punkte     |
| ----- | ---- | ------------------- | ---------- |
| 1     | CHN  | Du Li               | 502,0 (OR) |
| 2     | RUS  | Ljubow Galkina      | 501,5      |
| 3     | CZE  | Kateřina Kůrková    | 501,1      |
| 4     | CHN  | Zhao Yinghui        | 500,8      |
| 5     | RUS  | Tatjana Goldobina   | 499,5      |
| 6     | GER  | Sonja Pfeilschifter | 498,7      |
| 7     | FRA  | Laurence Brize      | 497,9      |
| 8     | IND  | Suma Shirur         | 497,2      |
| 9     | AUT  | Monika Haselsberger | 396        |
|       |      |                     |            |
| 22    | GER  | Dorothee Bauer      | 392        |
| 27    | SUI  | Gaby Bühlmann       | 391        |

Datum: 14. August 2004

44 Teilnehmerinnen aus 31 Ländern

### Sportpistole 25 m
| Platz | Land | Sportlerin           | Punkte     |
| ----- | ---- | -------------------- | ---------- |
| 1     | BUL  | Marija Grosdewa      | 688,2 (OR) |
| 2     | CZE  | Lenka Hyková         | 687,8      |
| 3     | AZE  | Irada Asumowa        | 687,3      |
| 4     | CHN  | Chen Ying            | 686,2      |
| 5     | GER  | Munkhbayar Dorjsuren | 684,6      |
| 6     | MGL  | Otrjadyn Gündegmaa   | 683,4      |
| 7     | KOR  | Seo Joo-hyung        | 680,8      |
| 8     | GEO  | Nino Salukwadse      | 678,3      |
|       |      |                      |            |
| 23    | GER  | Claudia Verdicchio   | 572        |
| 29    | SUI  | Monika Rieder        | 568        |
| 34    | SUI  | Cornelia Frölich     | 557        |

Datum: 18. August 2004

37 Teilnehmerinnen aus 26 Ländern

### Luftpistole 10 m
| Platz | Land | Sportlerin           | Punkte |
| ----- | ---- | -------------------- | ------ |
| 1     | UKR  | Olena Kostewytsch    | 483,3  |
| 2     | SCG  | Jasna Šekarić        | 483,3  |
| 3     | BUL  | Marija Grosdewa      | 482,3  |
| 4     | CHN  | Ren Jie              | 482,3  |
| 5     | RUS  | Natalja Paderina     | 481,9  |
| 6     | GER  | Munkhbayar Dorjsuren | 481,9  |
| 7     | SUI  | Cornelia Frölich     | 481,5  |
| 8     | AZE  | Irada Asumowa        | 481,4  |
|       |      |                      |        |
| 16    | GER  | Claudia Verdicchio   | 380    |
| 38    | SUI  | Monika Rieder        | 366    |

Datum: 15. August 2004

41 Teilnehmerinnen aus 30 Ländern

### Skeet
| Platz | Land | Sportlerin              | Punkte |
| ----- | ---- | ----------------------- | ------ |
| 1     | HUN  | Diána Igaly             | 97     |
| 2     | CHN  | Wei Ning                | 93     |
| 3     | AZE  | Zemfira Meftachetdinowa | 93     |
| 4     | AUS  | Lauryn Mark             | 92     |
| 5     | USA  | Kim Rhode               | 91     |
| 6     | USA  | Connie Smotek           | 90     |
| 7     | PRK  | Ri Hyon-ok              | 68     |
| 8     | ITA  | Chiara Cainero          | 67     |

Datum: 19. August 2004

12 Teilnehmerinnen aus 11 Ländern

### Trap
| Platz | Land | Sportlerin        | Punkte |
| ----- | ---- | ----------------- | ------ |
| 1     | AUS  | Suzanne Balogh    | 88     |
| 2     | ESP  | María Quintanal   | 84     |
| 3     | KOR  | Lee Bo-na         | 83     |
| 4     | USA  | Whitly Loper      | 82     |
| 5     | GER  | Susanne Kiermayer | 79     |
| 6     | CAN  | Susan Nattrass    | 76     |
| 7     | SMR  | Emanuela Felici   | 60     |
| 8     | JPN  | Taeko Takeba      | 59     |

Datum: 16. August 2004

17 Teilnehmerinnen aus 16 Ländern

### Doppel-Trap
| Platz | Land | Sportlerin        | Punkte |
| ----- | ---- | ----------------- | ------ |
| 1     | USA  | Kim Rhode         | 146    |
| 2     | KOR  | Lee Bo-na         | 145    |
| 3     | CHN  | Gao E             | 142    |
| 4     | CHN  | Li Qingnian       | 142    |
| 5     | JPN  | Megumi Inoue      | 140    |
| 6     | NZL  | Nadine Stanton    | 137    |
| 7     | AUS  | Susan Trindall    | 106    |
| 8     | TPE  | Lin Yi-chun       | 106    |
|       |      |                   |        |
| 11    | GER  | Susanne Kiermayer | 101    |

Datum: 18. August 2004

15 Teilnehmerinnen aus 12 Ländern